# Jens Scheithauer
Jens Scheithauer (* 26. Mai 1959 in Dorfchemnitz) ist ein ehemaliger deutscher Badmintonspieler.

## Karriere
Das Spiel mit dem Federball erlernte er bei seinem Vater und Trainer Werner Scheithauer in seinem Heimatort beim dortigen Verein Einheit Dorfchemnitz. Schon 1969 gewann er als Zehnjähriger zusammen mit seinem Vereinskollegen Mathias Helbig seine erste Medaille bei den DDR-Nachwuchsmeisterschaften. Ein Jahr später steigerten sie sich von Bronze auf Gold. Mit seiner Schwester Rena Scheithauer erkämpfte er sich im selben Jahr zusätzlich den Mixed-Titel. Bei den Junioren gewann er 1977 alle drei Titel. Nach erfolgreichen Teilnahmen an DDR-Studentenmeisterschaften während seines Trainer-Studiums an der DHfK Leipzig und dem anschließenden Wechsel zu Fortschritt Tröbitz krönte er seine Laufbahn durch den Gewinn des DDR-Meistertitels im Herrendoppel gemeinsam mit Frank-Thomas Seyfarth vor heimischem Publikum in der Tröbitzer Glückauf-Sporthalle. Durch den zwangsweise auferlegten Amateur-Status des DDR-Sportlers und der Gefahr, als Trainer als Profi zu gelten, wurde ihm kurz nach seinem Titelgewinn die Beteiligung an den Top-Veranstaltungen des DDR-Badmintons untersagt. Mit der Wende und dem Untergang des Trägerbetriebes der Tröbitzer Sportgemeinschaft wurde auch sein Trainerjob wegrationalisiert. Er suchte sich daraufhin ein neues berufliches Betätigungsfeld und fand es in der Kinder- und Jugendarbeit beim Jugendamt des Elbe-Elster-Kreises, wo er heute mittlerweile als Jugendamtsleiter fungiert. Sportlich war er noch bis 2003 im Tröbitzer Team und bei den Meisterschaften im Land Brandenburg erfolgreich.
Jens Scheithauer lebt heute in Löhsten bei Herzberg (Elster).

## Sportliche Erfolge
| Veranstaltung                    | Saison    | Disziplin      | Platz | Sieger |
| -------------------------------- | --------- | -------------- | ----- | --- |
| DDR-Einzelmeisterschaft AK 10/11 | 1969/1970 | Mixed          | 1     | Jens Scheithauer / Rena Scheithauer (Einheit Dorfchemnitz) |
| DDR-Einzelmeisterschaft AK 10/11 | 1969/1970 | Herrendoppel   | 1     | Mathias Helbig / Jens Scheithauer (Einheit Dorfchemnitz) |
| DDR-Einzelmeisterschaft AK 10/11 | 1970/1971 | Herrendoppel   | 1     | Mathias Helbig / Jens Scheithauer (Einheit Dorfchemnitz) |
| DDR-Einzelmeisterschaft AK 10/11 | 1970/1971 | Mixed          | 2     | Jens Scheithauer / Rena Scheithauer (Einheit Dorfchemnitz) |
| DDR-Einzelmeisterschaft AK 12/13 | 1970/1971 | Mixed          | 3     | Jens Scheithauer / Rena Scheithauer (Einheit Dorfchemnitz) |
| DDR-Einzelmeisterschaft AK 12/13 | 1971/1972 | Herrendoppel   | 3     | Jens Scheithauer / Mathias Helbig (Einheit Dorfchemnitz) |
| DDR-Einzelmeisterschaft AK 12/13 | 1971/1972 | Mixed          | 1     | Jens Scheithauer / Rena Scheithauer (Einheit Dorfchemnitz) |
| DDR-Einzelmeisterschaft AK 12/13 | 1972/1973 | Mixed          | 2     | Jens Scheithauer / Dagmar Helbig (Einheit Dorfchemnitz) |
| DDR-Einzelmeisterschaft AK 12/13 | 1972/1973 | Herrendoppel   | 2     | Jens Scheithauer / Mathias Helbig (Einheit Dorfchemnitz) |
| DDR-Einzelmeisterschaft AK 12/13 | 1972/1973 | Herreneinzel   | 3     | Jens Scheithauer (Einheit Dorfchemnitz) |
| DDR-Einzelmeisterschaft AK 16/17 | 1973/1974 | Herrendoppel   | 2     | Jörg-Peter Palm / Jens Scheithauer (FSG Wildau / Einheit Dorfchemnitz) |
| DDR-Einzelmeisterschaft AK 16/17 | 1975/1976 | Herrendoppel   | 3     | Jens Scheithauer / Matthias Röder (Einheit Dorfchemnitz / HSG DHfK Leipzig) |
| DDR-Einzelmeisterschaft AK 16/17 | 1975/1976 | Mixed          | 3     | Jens Scheithauer / Carola Morgenstern (Einheit Dorfchemnitz) |
| DDR-Einzelmeisterschaft AK 16/17 | 1976/1977 | Mixed          | 1     | Jens Scheithauer / Christine Ober (Einheit Dorfchemnitz / Fortschritt Tröbitz) |
| DDR-Einzelmeisterschaft AK 16/17 | 1976/1977 | Herreneinzel   | 1     | Jens Scheithauer (Einheit Dorfchemnitz) |
| DDR-Einzelmeisterschaft AK 16/17 | 1976/1977 | Herrendoppel   | 1     | Jens Scheithauer / Wolfgang Hillbricht (Einheit Dorfchemnitz / Kühlautomat Berlin)                                                                                                  |
| DDR-Studentenmeisterschaft       | 1980/1981 | Herreneinzel   | 1     | Jens Scheithauer (HSG DHfK Leipzig) |
| DDR-Einzelmeisterschaft          | 1980/1981 | Herrendoppel   | 3     | Manfred Blauhut / Jens Scheithauer (HSG DHfK Leipzig) |
| DDR-Studentenmeisterschaft       | 1980/1981 | Mixed          | 3     | Jens Scheithauer / Katrin Schendel (HSG DHfK Leipzig) |
| DDR-Einzelmeisterschaft          | 1981/1982 | Herrendoppel   | 3     | Manfred Blauhut / Jens Scheithauer (HSG DHfK Leipzig) |
| DDR-Studentenmeisterschaft       | 1982/1983 | Herreneinzel   | 1     | Jens Scheithauer (HSG DHfK Leipzig) |
| DDR-Studentenmeisterschaft       | 1982/1983 | Herrendoppel   | 2     | Jens Scheithauer / Uwe Kämmer (HSG DHfK Leipzig / Ernst-Moritz-Arndt-Universität Greifswald – Einheit Greifswald)                                                                   |
| DDR-Einzelmeisterschaft          | 1982/1983 | Herrendoppel   | 2     | Jens Scheithauer / Frank-Thomas Seyfarth (Fortschritt Tröbitz) |
| DDR-Studentenmeisterschaft       | 1982/1983 | Mixed          | 3     | Jens Scheithauer / Ina Ulrich (HSG DHfK Leipzig) |
| DDR-Mannschaftsmeisterschaft     | 1983/1984 | Mannschaft     | 3     | Fortschritt Tröbitz (Frank-Thomas Seyfarth, Jens Scheithauer, Joachim Schimpke, Thomas Dittrich, Klaus Skobowsky, Harald Richter, Jörg Deutschmann, Petra Schubert, Andrea Pohling) |
| DDR-Einzelmeisterschaft          | 1983/1984 | Herrendoppel   | 1     | Frank-Thomas Seyfarth / Jens Scheithauer (Fortschritt Tröbitz) |
| DDR-Einzelmeisterschaft          | 1984/1985 | Herrendoppel   | 3     | Frank-Thomas Seyfarth / Jens Scheithauer (Fortschritt Tröbitz) |
| DDR-Mannschaftsmeisterschaft     | 1984/1985 | Mannschaft     | 3     | Fortschritt Tröbitz (Frank-Thomas Seyfarth, Jens Scheithauer, Joachim Schimpke, Thomas Dittrich, Harald Richter, Petra Schubert, Christine Maertin)                                 |
| DDR-Mannschaftsmeisterschaft     | 1985/1986 | Mannschaft     | 2     | Fortschritt Tröbitz (Frank-Thomas Seyfarth, Joachim Schimpke, Jens Scheithauer, Klaus Skobowsky, Petra Schubert, Christine Maertin)                                                 |
| DDR-Einzelmeisterschaft          | 1985/1986 | Herrendoppel   | 3     | Frank-Thomas Seyfarth / Jens Scheithauer (Fortschritt Tröbitz) |
| Brandenburg-Meisterschaft        | 1990/1991 | Herreneinzel   | 1     | Jens Scheithauer (Grün-Weiß Finsterwalde) |
| Brandenburg-Meisterschaft        | 1990/1991 | Herrendoppel   | 1     | Thomas Dittrich / Jens Scheithauer (Grün-Weiß Finsterwalde) |
| Brandenburg-Meisterschaft O32    | 1991/1992 | Herreneinzel   | 1     | Jens Scheithauer (BV Tröbitz) |
| Brandenburg-Meisterschaft        | 1991/1992 | Herrendoppel   | 1     | Jens Scheithauer / Thomas Riese (BV Tröbitz) |
| Brandenburg-Meisterschaft O32    | 1991/1992 | Herrendoppel   | 1     | Andreas Benz / Jens Scheithauer (BV Tröbitz) |
| Brandenburg-Meisterschaft        | 1992/1993 | Herrendoppel   | 1     | Andreas Benz / Jens Scheithauer (BV Tröbitz) |
| Brandenburg-Meisterschaft        | 1993/1994 | Herrendoppel   | 1     | Jens Scheithauer / Andreas Benz (BV Tröbitz) |
| Brandenburg-Meisterschaft O32    | 1993/1994 | Herrendoppel   | 1     | Andreas Benz / Jens Scheithauer (BV Tröbitz) |
| Brandenburg-Meisterschaft O32    | 1997/1998 | Mixed          | 1     | Jens Scheithauer / Caterina Vogel (BV Tröbitz) |
| Brandenburg-Meisterschaft O32    | 1997/1998 | Herrendoppel   | 1     | Jens Scheithauer / Klaus Weinert (BV Tröbitz) |
| Brandenburg-Meisterschaft O40    | 1999/2000 | Herrendoppel   | 1     | Jens Scheithauer / Klaus Weinert (BV Tröbitz) |
| Brandenburg-Meisterschaft        | 2002/2003 | Herreneinzel B | 1     | Jens Scheithauer (BV Tröbitz) |